# 佐藤寛子 (タレント)
佐藤 寛子（さとう ひろこ、1985年2月17日 - ）は、日本の女優、タレント、グラビアアイドルである。
神奈川県出身。フロム・ファースト プロダクション傘下の株式会社レディバード所属。過去の所属事務所はフィットワン、BESIDE、エンタテイメント・プロダクツ。絵画の創作や執筆の際には坂田米米子（さかた めめこ）名義で活動している。

## 来歴・人物
福島県で長女として出生して神奈川県で育ち、2歳下と4歳下にそれぞれ妹がいる。剣道、書道、夢日記などを趣味としている。中学と高校でそれぞれ生徒会長を務めており「会長」と愛称されている。
女優を志望して映画オーディションへ応募し、2002年に映画『スケアー』でヒロインとして主演している。
2005年、GIRLS'RECORDレーベルから『Can't Hide』をCDで発売して歌手活動を始め、後に同レーベルで楽曲ユニットを組んだ磯山さやかとほしのあきから歌唱力を称賛されている。
2006年、以前より志望の俳優業を優先し、特撮作品『魔弾戦記リュウケンドー』でヒロイン、ドラマ『スイーツドリーム』で主役の一人をそれぞれ務める。演者としてそれまでは穏やかな性格の役どころが多かったが悪役などへも幅を広げ、格闘系ドラマでは体格と運動能力を生かして殺陣を演技している。
2010年、映画「ヌードの夜/愛は惜しみなく奪う」に出演し、自身初の濡れ場ヌードに挑戦した。この作品で、第32回ヨコハマ映画祭最優秀新人賞を受賞した。
同年、フィットワンからBESIDEへ移籍する。
2014年、所属事務所の変更と30歳を迎えたことを機に集英社『週刊プレイボーイ』2015年第5号でグラビアから引退し、9月28日発売の同誌41号でグラビア撮影時にはすでに妊娠5か月で婚姻届を提出することなく出産して「未婚の母」であると述べている。
2015年、男児を出産。
2016年4月、奄美大島に移住。
2017年2月、フラッシュ編集部よりヘアヌード写真集「1262」をリリース。
2017年4月、神奈川県内の実家へ帰る。
2018年4月4日更新のブログで、エンタテイメント・プロダクツを退社したことと、芸名を「坂田米米子」に変更したことを発表した。
2019年8月、日刊スポーツの取材を受け芸能活動再開を表明し、芸名を「佐藤寛子」に改名、「坂田米米子」はアーティスト活動の際に使用することを報告した。

## 出演

### テレビドラマ
- 仮面ライダー555 第3話、第4話（2003年 - 2004年、テレビ朝日）
- 生き残れ（2005年5月14日、NHK）
- ディビジョン1 ステージ15「お台場冒険王SP 彼氏宣誓!!」（2005年、フジテレビ） - 篠田由香 役
- いちばん暗いのは夜明け前 第5話（2005年、テレビ東京） - ハルコ 役
- あいのうた（2005年10月 - 12月、日本テレビ） - 浜中ももこ 役
- 魔弾戦記リュウケンドー（2006年1月 - 12月、テレビ東京） - 野瀬かおり 役
- ですよねぇ。（2006年1月 - 3月、TBS）
- 輪舞曲 第9話・第10話（2006年1月 - 3月、TBS） - 大内舞子 役
- 富豪刑事デラックス 第4話（2006年5月12日、ABC） - 北山美紀 役
- 愛の劇場・スイーツドリーム（2006年9月4日 - 10月27日、TBS） - 吉原桃 役
- 特命係長 只野仁 3rdシーズン第27話（2007年1月 - 、テレビ朝日） - 川島亜紀 役
- 結婚披露宴〜人生最悪の3時間〜 第8話・第9話（2007年、フジテレビ） - 野崎あゆみ 役
- 死ぬかと思った Case07（2007年、日本テレビ） - 関根知香 役
- もうひとつの象の背中 最終話「もうひとつの秋」（2007年11月3日、テレビ朝日） - 奈々子 役
- コインロッカー物語 第3話「パチンコ玉」（2008年3月8日、テレビ朝日） - 貴美子 役(ゲスト出演)
- 打撃天使ルリ 第2話「震えの代償」（2008年、テレビ朝日） - 佐藤裕香 役
- 仮面ライダーディケイド（2009年、東映・テレビ朝日） - 八代藍 / 八代淘子 役
- 853〜刑事・加茂伸之介 第7話（2010年3月4日、テレビ朝日） - 佐藤梨香 役
- FACE MAKER 第3話（2010年10月21日、読売テレビ） - 増渕恵美子 / 橋本亜美 役
- 歌セラ 第6回「センセイ」（2010年、TUY・TBC・HBCほか）
- 月曜ゴールデン・緑川警部 VS 殺人トランプ（2011年9月12日、TBS） - 市田美咲 役
- 家族八景 Nanase,Telepathy Girl's Ballad 第2話（2012年1月31日、毎日放送・TBS） - 桐生綾子 役
- デカ 黒川鈴木 第8話（2012年2月23日、読売テレビ） - 田中美佐子 役
- VISION-殺しが見える女- 第3話（2012年7月26日、読売テレビ） - 水島貞子 役
- 水曜ミステリー9・鑑識特捜班・九条礼子〜骨を知る女〜2（2012年10月3日、テレビ東京） - 真野静子 役
- 牙狼-GARO- 〜闇を照らす者〜（2013年4月 - 6月、テレビ東京） - 燕邦 役
- 緊急取調室 シーズン1 第2話「しゃべらない男」（2014年1月16日、テレビ朝日） - 霞智子 役
- 相棒（テレビ朝日 / 東映）
  - season12 第13話「右京さんの友達」（2014年1月22日） - 佐藤静香 役
  - season18 第6話「右京の目」（2019年11月20日） - 白川友里 役
- 三匹のおっさん〜正義の味方、見参!!〜 第2話（2014年1月24日、テレビ東京） - 大石瑠美 役
- 科捜研の女 第15シリーズ 第4話（2015年11月12日、テレビ朝日） - 水越涼香 役
- 99.9-刑事専門弁護士-  SEASON2　第10話（最終話）（2018年3月18日、TBS） - 裁判員の一人
- 刑事7人 SEASON6 第3話（2020年8月19日、テレビ朝日） - 室井沙織 役
- 嫌われ監察官 音無一六 season1 第2話（2022年5月13日、テレビ東京） - 宮内綾未 役

### その他のテレビ番組
- 完売劇場（2003年7月 - 2005年9月、テレビ朝日）
- ヒデヨシ（2004年10月 - 2005年10月、中部日本放送）

### ラジオ
- トーキング ウィズ 松尾堂（2007年4月 - 2011年3月、NHK-FM放送）

### 映画
- スケアー 地獄の課外授業（2002年）
- 『超』怖い話A〜闇の鴉（2004年） - 新垣奈緒 役
- 東京フレンズ The Movie（2006年、「東京フレンズ The Movie」フィルムパートナーズ、監督：永山耕三） - 佐藤恵 役
- 東京の嘘（2007年） - 藤森樹里 役
- クローズド・ノート（2007年、東宝、監督：行定勲）
- インモラル 〜凍える死体〜（2008年、MGP、監督：OZAWA） - 西野萌 役
- 花のあすか組 NEO!（2009年、監督：釣田泰） - 紅あおい 役
- ゲーム☆アクション（2009年、監督：松村清秀） - 千里 役
- ヌードの夜/愛は惜しみなく奪う（2010年10月、クロックワークス） - 加藤れん（多絵） 役
- 白夜行（2011年、監督：深川栄洋） - 笹垣克子 役
- たとえば檸檬 (2012年)
- Another アナザー（2012年） - 水野早苗 役
- 土竜の唄 潜入捜査官REIJI（2014年2月15日） - 闇カジノ女ディーラー 役

### PV
- 河村隆一『ヒロイン』（2009年2月4日発売） - 初回限定版DVDに収録

### 舞台
- 櫻の園（2007年6月24日-7月1日、ネルケプランニング、於：青山円形劇場） - 主演・志水由布子 役
- PAIN（2008年8月22日-31日、秦組、於：「劇」小劇場）
- ひみつのアッコちゃん（2009年7月9日-12日、劇団ガソリーナ、於：江古田ストアハウス） - 岩城しずく（女流映画監督）役

### その他
- パチンコ サンセイR&D CR牙狼 金色になれ

## CM
- 積水化学工業株式会社 「セキスイハイム」
- イメーション株式会社
- 武富士（2005年）

## DVD
- First Touch Hiroko Sato（2002年11月15日、JVD）
- PEEK A BOO（2002年12月10日、ブックマン社）
- Pure Smile 佐藤寛子（2003年4月19日、竹書房）
- 佐藤寛子 リリーホワイト（2003年8月29日、アクアハウス）
- 秘密（2003年11月20日、竹書房）
- HO2 佐藤寛子（2004年3月10日、ソニー・ミュージックエンタテインメント）
- 週刊ヤングサンデー PREMIUM DVD 佐藤寛子 Lover's Eyes（2004年6月2日、ポニーキャニオン）
- 月刊 佐藤寛子（2004年7月28日、イーネット・フロンティア）
- 佐藤寛子 PREMIUM（2004年12月17日、竹書房）
- 昭和ノスタルジー（2005年1月25日、GPミュージアムソフト）
- Real B Face（2005年4月25日、GPミュージアムソフト）
- move in DIOSA（2005年8月27日、ワニブックス）
- 透幻鏡（2005年10月5日、ポニーキャニオン）
- 太陽の軌跡〜in サルデニア島〜（2006年9月20日、ラインコミュニケーションズ）
- 幻想の都〜in ローマ〜（2006年9月20日、ラインコミュニケーションズ）
- Special DVD-BOX（2007年9月20日、ラインコミュニケーションズ）
- ミテルだけ（2008年5月23日、エイベックス・エンタテインメント）

## 写真集
- Peek a Boo!‐ピーカ・ブー!（2002年12月、ブックマン社、撮影：若杉ケンジ）ISBN 978-4-89308-510-8
- 水蜜桃（2003年3月、ぶんか社、撮影：西条彰仁）ISBN 978-4-8211-2509-8
- fine（YC photo book）（2003年9月、秋田書店、撮影：上野勇、編集：ヤングチャンピオン編集部）ISBN 978-4-253-01083-2
- 恋文-小さな恋の物語。（2003年10月 竹書房、撮影：西条彰仁）ISBN 978-4-8124-1346-3
- 秘密（2003年11月20日、竹書房、撮影：井ノ元浩二）ISBN 978-4-8124-1420-0
- H2O（2004年3月10日、学習研究社、撮影：渡辺達生、編集：BOMB）ISBN 978-4-05-402295-9
- Lover's Eye(YOUNG SUNDAY SPECIAL GRAPHIC VOL.5)（2004年5月、小学館、撮影：斉木弘吉）ISBN 978-4-09-104016-9
- Hiroko・mix（2004年5月28日、竹書房、撮影：加納典譲）ISBN 978-4-8124-1663-1
- 月刊 佐藤寛子(SHINCHO MOOK)（2004年7月、新潮社、撮影：藤代冥砂）ISBN 978-4-10-790129-3
- WPB-net REMIX DVD 佐藤寛子「ANNIVERSARY」（2004年7月16日、集英社、撮影：西条彰仁）ISBN 978-4089005125
- DIOSA（2005年6月、ワニブックス、撮影：池田亨昭）ISBN 978-4-8470-2863-2
- PORTRAIT（2007年8月、ワニブックス、撮影：丸谷嘉長）ISBN 978-4-8470-4033-7
- 「ヌードの夜／愛は惜しみなく奪う」　佐藤寛子写真集（2010年9月、角川書店）ISBN 978-4-0485-4554-9
- 佐藤寛子写真集 1262（2017年2月、光文社、編集：フラッシュ編集部）ISBN 978-4-3349-0218-6

### ネット写真集
- 佐藤寛子コレクション(hiroko sato collection 2004 - 2006)（2005年9月15日、小学館）

## CD
- Can't Hide（2005年5月25日発売、ガールズレコード）DVD付き
- Very Merry X'mas（2005年12月7日発売、ガールズレコード）DVD付き